# Cölestin Baumgartner

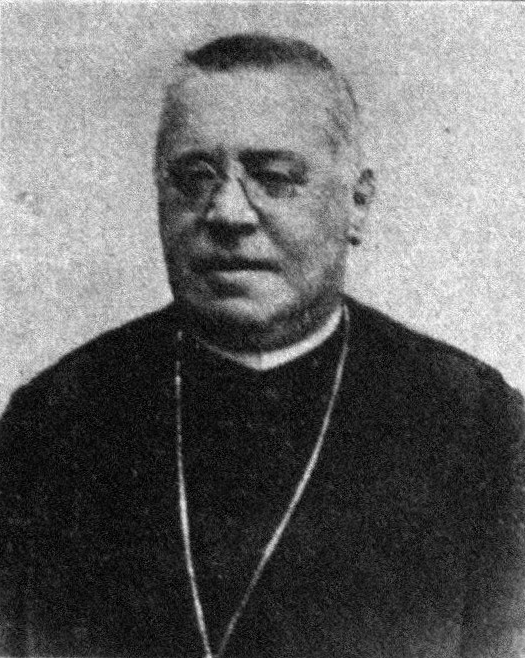
Abt Cölestin Baumgartner

Cölestin Baumgartner (* 9. Februar 1844 in Waizenkirchen; † 30. April 1934 in Stadl-Paura) war ein österreichischer Benediktiner und von 1890 bis 1929 Abt des Stiftes Lambach.

## Leben
Baumgartner trat 1861 in das Stift Lambach ein, studierte Theologie in Innsbruck und wurde 1867 zum Priester geweiht. Er war in der Seelsorge und in verschiedenen Wirtschaftsämtern tätig, wurde 1889 Prior und Administrator und 1890 zum Abt gewählt. Wegen der schlechten Wirtschaftslage des Stiftes wurde er 1929 abgesetzt und durch den Koadjutor Jakob Reimer vom Stift Seitenstetten ersetzt.
Mehrfach war er auch Landtagsabgeordneter für den Großgrundbesitz und von 1897 bis 1911 Reichsratsabgeordneter. Kaiser Franz Joseph I. zeichnete ihn 1902 mit dem Komturkreuz des Franz-Joseph-Ordens aus.